# Cintia Rodríguez
Pour les articles homonymes, voir Rodríguez.
Cintia Rodríguez Rodríguez (née le 16 novembre 1994 à Inca (Majorque)) est une gymnaste espagnole.elle est une très bonne gymnaste 
Elle remporte la médaille de bronze au sol lors des Jeux méditerranéens de 2018.